# Kassai római katolikus püspökök listája
Az alábbi lista a Kassai főegyházmegye püspökeinek névsorát tartalmazza.

## A püspökök listája
| Kép                 | Név                                     | Funkció kezdete          | Funkció vége           | Megjegyzés                                                                      |
| ------------------- | --------------------------------------- | ------------------------ | ---------------------- | ------------------------------------------------------------------------------- |
|                     | Szabó András                            | 1804. augusztus 9.       | † 1819. szeptember 27. |                                                                                 |
|                     | Cseh István                             | 1820. szeptember 29.     | † 1831. június 4.      |                                                                                 |
| Palugyay Imre       | Palugyay Imre                           | 1832. február 24.        | 1839. február 18.      | Nyitrai püspökké kinevezve                                                      |
|                     | Ocskay Antal                            | 1838. május 17.[forrás?] | † 1848. szeptember 11. |                                                                                 |
| Kunszt József       | Kunszt József                           | 1850. május 20.          | 1852. március 15.      | Kalocsai érsekké kinevezve                                                      |
| Fábry Ignác         | Fábry Ignác                             | 1852. március 15.        | † 1867. június 26.     |                                                                                 |
| Perger János        | Perger János                            | 1868. március 13.        | † 1876. április 5.     |                                                                                 |
| Schuster Konstantin | Schuster Konstantin                     | 1877. július 1.          | 1886                   | Váci püspökké kinevezve                                                         |
| Bubics Zsigmond     | Bubics Zsigmond                         | 1887. május 30.          | † 1907. május 22.      |                                                                                 |
|                     | Fischer-Colbrie Ágoston                 | 1906. augusztus 6.       | † 1925. május 17.      |                                                                                 |
| Csárszky József     | Csárszky József apostoli adminisztrátor | 1925. december 12.       | 1938. november 11.     |                                                                                 |
|                     | Madarász István                         | 1939. július 19.         | † 1948. augusztus 8.   | A Magyarországhoz visszakerült részeken                                         |
|                     | Csárszky József apostoli adminisztrátor | 1938. november 11.       | 1945. február 28.      | A kassai, rozsnyói és szatmári egyházmegyék szlovákiai részének adminisztrátora |
|                     | Csárszky József apostoli adminisztrátor | 1945. február 28.        | † 1962. március 11.    |                                                                                 |
|                     | Štefan Onderko                          | 1962. március 15.        | 1990                   | Vikárius                                                                        |
| Alojz Tkáč          | Alojz Tkáč                              | 1990. február 14.        | 2010. június 4.        | 2010-ben nyugalomba vonult                                                      |
| Bernard Bober       | Bernard Bober                           | 2010. június 4.          |                        |                                                                                 |